# Sabri
Sabri (ur. 23 czerwca 1995 w Yogyakarcie) – indonezyjski wspinacz sportowy, specjalizujący się we wspinaczce na czas. Wicemistrz igrzysk azjatyckich w sztafecie na czas z Dżakarty. Medalista mistrzostw Azji, dwukrotny mistrz Azji w sztafecie na czas z 2017 oraz z 2019.

## Kariera sportowa
Na igrzyskach azjatyckich w Dżakarcie w 2018 roku zdobył złoty medal w sztafecie we wspinaczce na czas.
Mistrz Azji w sztafecie w konkurencji na czas z 2017 oraz z 2019. Indywidualnie w Kurayoshi na mistrzostwach Azji w 2018 zdobył srebrny medal we wspinaczce na czas.

## Osiągnięcia

### Igrzyska azjatyckie
| Konkurencje      | 2018 |
| Sztafeta na czas | 2    |

### Mistrzostwa Azji
| Konkurencje        | 2017 | 2018 | 2019 |
| Bouldering         | —    | 47   | —    |
| Prowadzenie        | —    | 41   | —    |
| Wspinaczka na czas | 6    | 2    | 15   |
| Sztafeta na czas   | 1    | —    | 1    |
| Wspinaczka łączna  | —    | 15   | —    |